# 苏州地铁7号线
苏州地铁7号线是中国江苏省苏州一条运营中的轨道交通线路。线路规划从相城区春秋路站至吴中区旺山路站。其中红庄站至木里站作为苏州地铁4号线的支线已于2017年4月15日开通运营，该段线路全长11.1公里，设7个站，并设天鹅荡停车场一处。7号线常楼站至紅莊站區間於2024年12月1日开始初期运营，标志色为浅紫色。

## 线路
根据《苏州市城市轨道交通第三期建设规划（2018—2023年）》，7号线全线长49.0千米；共设置38座车站，全部为地下车站；采用GoA3级别6节编组B型列车。
线路起于相城区的春秋路站，途径相城区、工业园区、吴中区，贯穿黄埭核心区、高铁苏州北站、高铁新城、相城区核心区、苏州工业园区湖西核心区、吴中区中心、越溪、吴中太湖新城，止于吴中区的旺山路站，呈南北走向。

### 一期工程
7號線一期工程以4號線支线名義建設，路線自红庄站向西引出，经吴中大道，塔韵路，穿越绕城高速，终点为东太湖路木里站。主要串接石湖地区，国际教育园，越溪等地。全程长10.74公里，设站7座。
4號線支線已於2024年10月10日接入7号线的运行系统，并与2024年12月1日随全线更名为7号线一同运营。
有趣的是，由于7号线一期北段（雪南站-莫阳站段）受国铁苏州北站改造工程影响暂不具备开通运营条件，常楼站-登云站段两侧路轨均实行单线双向运行，因此登云站两侧均有来往常楼和木里的列车。

## 车站

### 换乘站
- 47莫陽 — 换乘4号线（建設中）
- 2710高铁苏州北站 — 换乘2号线、10号线（建設中）
- 78白蕩北 — 换乘8号线
- 17中央公園 — 换乘1号线
- 67惹雲橋 — 换乘6号线
- 57黃天蕩 — 换乘5号线
- 37通園路南 — 换乘3号线
- 27郭巷 — 换乘2号线
- 47紅莊 — 换乘4号線

### 车站列表
| 春秋路       | Chunqiulu                 | —                                          | 相城区       | 地下岛式站台   | 2027年        |
| 春光路       | Chunguanglu               | —                                          | 相城区       | 地下岛式站台   | 2027年        |
| 永昌路       | Yongchanglu               | —                                          | 相城区       | 地下岛式站台   | 2027年        |
| 石港路       | Shiganglu                 | —                                          | 相城区       | 地下岛式站台   | 2027年        |
| 莫陽         | Moyang                    | █ 4号线                                    | 相城区       | 地下岛式站台   | 2027年        |
| 朱涇         | Zhujing                   | —                                          | 相城区       | 地下岛式站台   | 2027年        |
| 高鐵蘇州北站 | Suzhoubei Railway Station | █ 2号线 █ 10号线（建設中）█ 14号线（规划） | 相城区       | 地下雙岛式站台 | 2027年        |
| 雪南         | Xuenan                    | —                                          | 相城区       | 地下岛式站台   | 2027年        |
| 常樓         | Changlou                  | —                                          | 相城区       | 地下岛式站台   | 2024年12月1日 |
| 登雲         | Dengyun                   | —                                          | 相城区       | 地下岛式站台   | 2024年12月1日 |
| 蠡塘河路     | Litanghelu                | —                                          | 相城区       | 地下岛式站台   | 2024年12月1日 |
| 春申湖東路   | Chunshenhudonglu          | —                                          | 相城区       | 地下岛式站台   | 2024年12月1日 |
| 華元路東     | Huayuanlu East            | —                                          | 相城区       | 地下岛式站台   | 2024年12月1日 |
| 白蕩北       | Baidang North             | █ 8号线                                    | 相城区       | 地下岛式站台   | 2024年12月1日 |
| 白蕩南       | Baidang South             | —                                          | 相城区       | 地下岛式站台   | 暫緩開通      |
| 板涇         | Banjing                   | —                                          | 苏州工业园区 | 地下岛式站台   | 2024年12月1日 |
| 洋涇         | Yangjing                  | —                                          | 苏州工业园区 | 地下岛式站台   | 2024年12月1日 |
| 積翠橋       | Jicuiqiao                 | █ 9号线（规划）                            | 苏州工业园区 | 地下岛式站台   | 2024年12月1日 |
| 中央公園     | Zhongyanggongyuan         | █ 1号线                                    | 苏州工业园区 | 地下岛式站台   | 2024年12月1日 |
| 惹雲橋       | Reyunqiao                 | █ 6号线                                    | 苏州工业园区 | 地下岛式站台   | 2024年12月1日 |
| 黃天蕩       | Huangtiandang             | █ 5号线                                    | 苏州工业园区 | 地下岛式站台   | 2024年12月1日 |
| 婁葑         | Loufeng                   | —                                          | 苏州工业园区 | 地下岛式站台   | 2024年12月1日 |
| 群力         | Qunli                     | —                                          | 苏州工业园区 | 地下岛式站台   | 2024年12月1日 |
| 通園路南     | Tongyuanlu South          | █ 3号线                                    | 苏州工业园区 | 地下岛式站台   | 2024年12月1日 |
| 林家潭       | Linjiatan                 | —                                          | 吴中区       | 地下岛式站台   | 2024年12月1日 |
| 郭巷         | Guoxiang                  | █ 2号线                                    | 吴中区       | 地下岛式站台   | 2024年12月1日 |
| 尹山         | Yinshan                   | —                                          | 吴中区       | 地下岛式站台   | 2024年12月1日 |
| 金家橋南     | Jinjiaqiao South          | —                                          | 吴中区       | 地下岛式站台   | 2024年12月1日 |
| 楓津路       | Fengjinlu                 | —                                          | 吴中区       | 地下岛式站台   | 2024年12月1日 |
| 红庄         | Hongzhuang                | █ 4号线                                    | 吴中区       | 地下雙岛式站台 | 2017年4月15日 |
| 蠡墅         | Lishu                     | —                                          | 吴中区       | 地下岛式站台   | 2017年4月15日 |
| 石湖莫舍     | Shihu Moshe               | —                                          | 吴中区       | 地下岛式站台   | 2017年4月15日 |
| 越溪         | Yuexi                     | —                                          | 吴中区       | 地下岛式站台   | 2017年4月15日 |
| 文溪路       | Wenxilu                   | —                                          | 吴中区       | 地下岛式站台   | 2017年4月15日 |
| 天鹅荡路     | Tian'edanglu              | —                                          | 吴中区       | 地下岛式站台   | 2017年4月15日 |
| 苏州湾北     | Suzhouwan North           | —                                          | 吴中区       | 地下岛式站台   | 2017年4月15日 |
| 木里         | Muli                      | —                                          | 吴中区       | 地下岛式站台   | 2017年4月15日 |
| 旺山路       | Wangshanlu                | —                                          | 吴中区       | 地下岛式站台   | 擬建          |

## 设计
7号线以“科学家线”为主题。苏州轨道交通集团联合苏州市科学家技术协会，在多个车站的设计中都融入了“科学”和“科学家”的元素，此外还有一列科学家主题列车。

## 车辆

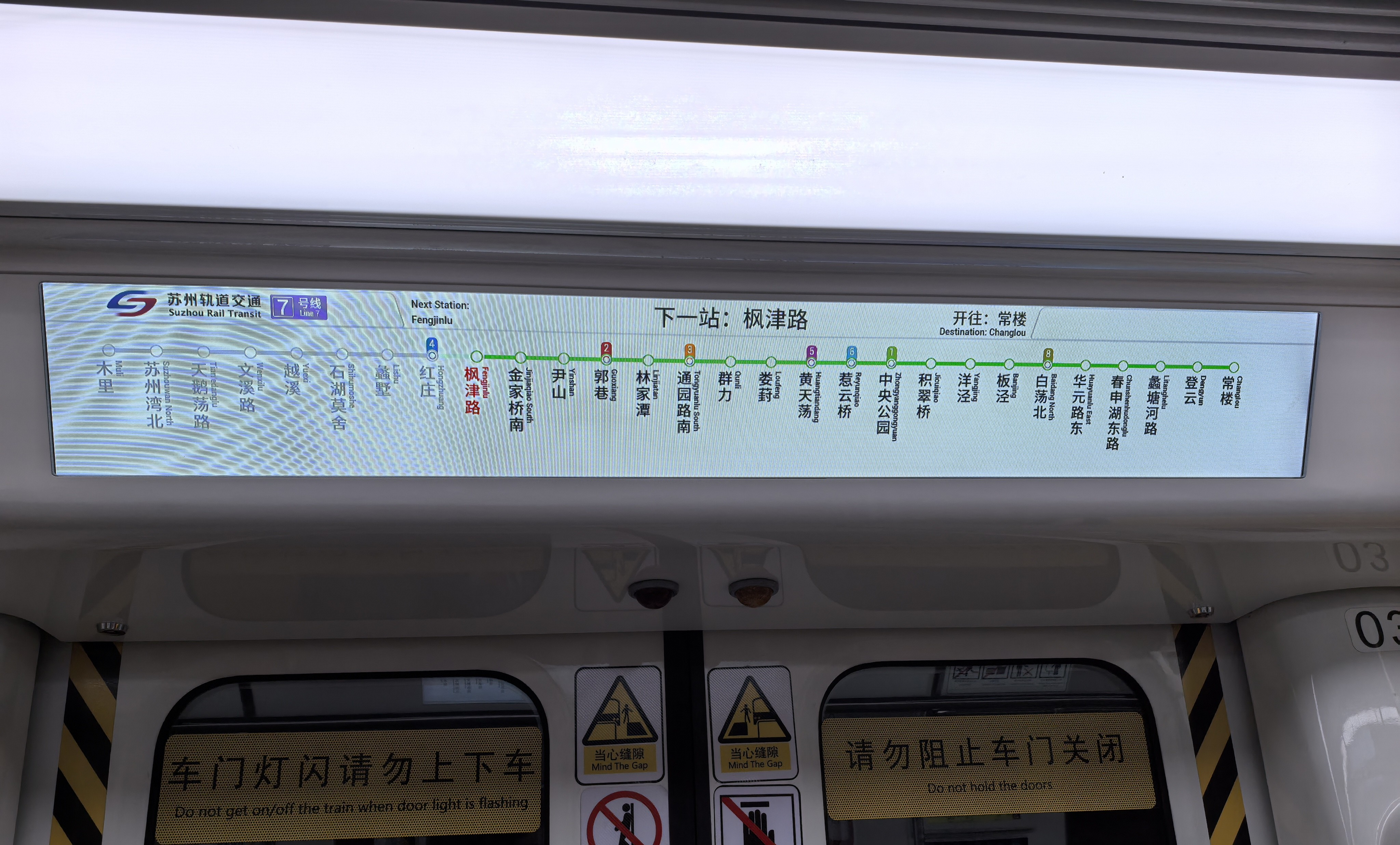
列车车门上方的LCD屏幕动态线路图

## 大事记
- 2018年8月14日，国家发改委批复《苏州市城市轨道交通第三期建设规划（2018～2023年）》，同意建设7号线。[3]
- 2019年12月25日，苏州地铁7号线开工建设。[7]
- 2020年3月18日，苏州地铁7号线首批标段开始临建施工。6月10日，金家桥南站首幅地下连续墙开始成槽施工，全线首座车站实质性动工。[8]
- 2022年2月7日，中华人民共和国国家发展和改革委员会正式对《苏州市城市轨道交通第三期建设规划调整（2021-2026年）》作出批复，同意建设苏州地铁7号线北延段工程。[9]
- 2022年10月31日，7号线南延段接受环境影响评估第二次公示[10]，同年11月21日环评报告书公示[11]。
- 2023年9月27日，苏州地铁4号线支线（红庄站至木里站）拆解接入苏州地铁7号线部分的机电系统改造施工工作完成。12月28日，苏州地铁7号线完成首通段专用通信传输系统联调。[12]
- 2024年11月22日至24日，7号线常楼至枫津路段开展免费试乘活动[13]。
- 2024年11月29日，苏州市决定12月1日上午10时开通7号线常楼-木里段，同时确定白荡南站暂缓开通，雪南至莫阳段则计划于高铁苏州北站改扩建工程同步建成后投入运营[2]。